# Pont de Chevrier
Le pont de Chevrier est un pont routier et piéton sur la Seymaz, situé dans le canton de Genève, sur la commune de Choulex.

## Localisation
Le pont de Chevrier, second pont le plus en amont de la Seymaz, se trouve près du village de Chevrier, d'où son nom. Entre le pont de la Motte et le pont de Chevrier, le cours de la Seymaz, canalisé en 2007, est l'objet d'un projet de renaturation qui doit débuter en 2008. Le tablier du pont a été totalement démoli et reconstruit en 2004 dans le cadre d'un projet mené par le département de l’aménagement, de l’équipement et du logement (OA 7503).

## Sources
1. ↑  swiss-architects.com, « atelier barthassat & menoud, responsable du projet » (consulté le 30 septembre 2007)
2. ↑  Chancellerie d'État, « FAO de Genève du lundi 26 janvier 2004 » (consulté le 30 septembre 2007)